# Аспиратор
Аспираторът е уред, предназначен за изсмукване на флуиди (течности или газове) чрез използване на вентилатори за създаване на вакуум. Основната му задача е да отведе и филтрира нежеланите вещества по най-краткия път извън даден обем.

## Видове
Аспираторите могат да бъдат медицински, кухненски, лабораторни и т.н.

### Кухненски аспиратор
Предназначението на кухненския аспиратор е да отстранява от помещението нежелани газове, водни изпарения и др., които се отделят при готвенето.
Уредът има три основни части – пола, смукателен вентилатор и филтър, като почти всеки модел има осветление. Има два начина на функциониране на кухненските аспиратори – с въздухоотвеждане (т.нар аспиратор) и без въздухоотвеждане (т.нар абсорбатор). В първия вариант всмуканият от уреда въздух се извежда чрез въздуховодна тръба извън сградата. Във варианта без въздухоотвеждане всмуканият въздух се филтрира и се връща пречистен обратно в помещението.
Има четири основни вида:
- Свободно стоящи
- За вграждане
- Островни
- Тип камина (които могат да бъдат „Свободно стоящи“ или „За вграждане“)

Има три основни параметъра:
- Ниво на шума
- Всмукателна сила на входа и на изхода на тръбата, като е по-важен показателя на изхода.
- Осветление

## Медицински аспиратор
Служи за извеждане на слуз и други течности от пациент.